# 中之島ジャンクション
中之島ジャンクション（なかのしまジャンクション）とは、大阪府大阪市の西区江戸堀にある阪神高速道路1号環状線と11号池田線のジャンクションである。供用以来名前を与えられていなかったが、2018年5月21日に「中之島ジャンクション」という仮称とともに名称が募集され、同年6月28日に仮称の通りに命名された。

## 道路
- 阪神高速1号環状線
- 阪神高速11号池田線

## 隣
阪神高速1号環状線
(1-04) 土佐堀出口 - 中之島JCT - (1-05) 堂島入口
 阪神高速11号池田線
中之島JCT - (11-02) 出入橋出口